# Понтерио-Пјан ди Порто (Перуђа)
Понтерио-Пјан ди Порто је насеље у Италији у округу Перуђа, региону Умбрија.
Према процени из 2011. у насељу је живело 1460 становника. Насеље се налази на надморској висини од 149 м.